# Ariobarzane II d'Atropatène
Pour les articles homonymes, voir Ariobarzane.
Ariobarzane II d'Atropatène est un roi de Médie-Atropatène de 20 av. J.-C. à 4 ap. J.-C. et un roi d'Arménie de 1 (ou 2) à 4 ap. J.-C.. 

## Biographie
Dynaste de Médie-Atropatène, Ariobarzane est le fils d'Artavazde Ier d'Atropatène qui a régné également sur la Sophène de 30 à 20 av. J.-C. ; il est le frère de Jotapé, l'épouse de l'éphémère roi d'Arménie Alexandre Hélios puis de Mithridate III de Commagène. Selon Cyrille Toumanoff, la dynastie à laquelle il appartient descend du mède Mithridate Ier, époux d'une fille de Tigrane II d'Arménie.
Lorsque Auguste envoie son petit-fils Caius César régler les affaires d'Arménie en 1 (ou 1 av. J.-C.), ce dernier rencontre le roi parthe Phraatès V sur l'Euphrate, et Parthes et Romains se mettent d'accord : l'Arménie revient sous l'autorité de Rome. Selon Tacite « d'origine mède », Ariobarzane est alors choisi comme roi par Caius César. Tacite indique encore que sa « beauté et l'éclat de son esprit » auraient séduit ses nouveaux sujets, ce qui paraît douteux puisque son intronisation correspond à une nouvelle révolte anti-romaine. Après sa disparition brutale les Arméniens n'acceptent pas plus sa descendance, en l'occurrence son fils Artavazde IV Ariobarzane III (de mère inconnue).